# Logica NMOS

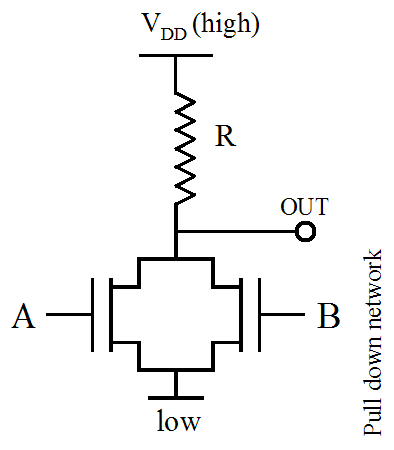
Struttura interna di una porta logica NOR in logica NMOS.

La logica NMOS utilizza transistori a effetto di campo metallo-ossido-semiconduttore (MOSFET) con drogaggio di tipo N per implementare circuiti logici e altri circuiti digitali. I transistori NMOS hanno tre modi di operare: in zona di interdizione, in zona di triodo e in zona di saturazione.
Gli NMOS sono disposti nella cosiddetta "rete di pull-down" (PDN) tra l'uscita del circuito logico e la tensione di ingresso negativa, mentre un resistore è posizionato tra l'uscita e la tensione di ingresso positiva. Il circuito è disegnato in modo che l'uscita desiderata sia bassa, e quindi la rete PDN sia attiva, creando in tal modo una corrente tra l'ingresso e l'uscita.
Consideriamo come esempio una porta logica NOR. Se l'ingresso A è alto oppure l'ingresso B è alto (livello logico 1), il rispettivo transistore MOS agisce come resistore avente resistenza bassa tra ingresso e uscita, spingendo l'uscita ad essere bassa (livello logico 0). Quando sia A che B sono alti, entrambi i transistori conducono e creano un percorso a resistenza ancora minore. L'unico caso in cui l'uscita è alta è quando entrambi i transistori sono interdetti, il che accade quando sia A che B sono bassi.
Tabella della verità di una porta NOR:
| A | B | A NOR B |
| - | - | ------- |
| 0 | 0 | 1       |
| 0 | 1 | 0       |
| 1 | 0 | 0       |
| 1 | 1 | 0       |

Anche se la logica NMOS è semplice da progettare e costruire (un MOSFET può operare da resistore, così l'intero circuito può essere costituito da MOSFET), presenta alcuni problemi. Quello peggiore è che quando la parte pull-down del circuito è attiva, nel circuito scorre una corrente continua, che porta a una dissipazione di potenza.
Inoltre, i circuiti NMOS sono lenti nella commutazione da basso a alto; quando avviene la transizione da alto a basso, i transistori offrono bassa resistenza e il carico capacitivo all'uscita si dissipa molto velocemente. La resistenza tra l'uscita e l'ingresso di tensione positiva, invece, è molto maggiore, il che causa un maggiore intervallo di tempo per la commutazione basso-alto. Per aggirare il problema si può utilizzare un resistore con minore resistenza, ma si genererebbe una maggiore dissipazione di potenza in cambio della maggior velocità.
Inoltre, gli ingressi logici asimmetrici rendono i circuiti NMOS suscettibili al rumore.
Questi svantaggi sono il motivo per cui la logica NMOS è stata soppiantata dalla logica CMOS sia nei circuiti digitali a bassa potenza che in quelli ad alta velocità, come i microprocessori durante gli anni ottanta.